# وورد وايد تيليسكوب
التيلسكوب العالمي أو نقحرةً وورد وايد تيليسكوب (بالإنجليزية: WorldWide Telescope)‏ هو برنامج في مجال الفلك يتيح لكل متصفحين الأنترنت اكتشاف الفضاء والكواكب و المجرات، وهو شبيه بخدمة سيليستيا إلا أنه أكثر تطورا كما أن الشركة المصنعة ميكروسوفت قد زودته بصور حقيقية ملتقطة من أشهر التيليسكوبات العالمية كتيليسكوب هابل. يعد البرنامج منافساً للخدمة المماثلة التي توجد في برنامج جوجل إيرث.

## وصلات خارجية
- الموقع الرسمي